# 翁歸靡
翁归靡（？—前60年），是乌孙的昆弥，号肥王。猎骄靡的孙子，大禄的儿子。

## 生平
约前93年（太始四年）左右，军须靡死的时候，因为儿子泥靡尚小，传位给堂弟翁归靡，泥靡长大后，翁归靡再让位给泥靡。翁归靡再娶汉朝楚公主刘解忧，生三男两女：长男——元贵靡；次男——莎车王万年；三男——左大将大乐；长女——弟史为龟兹王绛宾妻；小女——素光为若呼翕侯妻。
匈奴多次犯边，本始二年（前72年），翁归靡和刘解忧上书请求汉朝出击依仗匈奴入侵的车师，次年汉宣帝发兵16骑万讨伐匈奴、车师，遣校尉常惠使持节护乌孙兵。其五路大军皆未遇上匈奴主力，无功而返，主将田顺和田广明遭问罪被迫自杀。同年乌孙昆莫翁归靡亲率五万骑兵与汉朝使节常惠自西进攻匈奴右谷蠡王庭，大獲全勝。俘获匈奴单于季父、居次（公主）及名王、都尉、千长、骑将以下四万人，牲畜七十万头。汉宣帝自言“五将皆无功，独惠奉使克获”，于是封常惠为长罗侯。
神爵二年（前60年，一说元康二年，前64年），翁归靡通过常惠上书：“愿以汉外孙元贵靡为嗣，得令复尚汉公主，结婚重亲，畔绝匈奴，原聘马、骡各千匹。”汉朝公卿议论，大鸿胪萧望之不同意。汉宣帝认为乌孙新立大功，以刘解忧的侄女刘相夫为公主，置官属侍御百余人，住在上林苑中，学乌孙的语言。使长罗侯光禄大夫常惠持节者四人，送少主刘相夫至敦煌。这时，翁归靡死，乌孙贵族立军须靡子泥靡代为昆弥，号狂王。

## 子

### 刘解忧所生
1. 元贵靡
2. 万年（莎车王）
3. 大乐（左大将，伊秩靡的父亲）

### 胡妇所生
- 乌就屠

## 女
1. 弟史
2. 素光

## 影視形象
- 2016年电视剧《解忧公主》：袁弘饰翁歸靡。